# Yamato-damashii
Yamato-damashii (jap. 大和魂 duch Japonii, duch/dusza Yamato, dusza starej Japonii) – termin ukuty w Japonii, w okresie Heian, opisujący lokalnego, japońskiego "ducha" lub kulturę, w opozycji do elementów kultury zapożyczonych z Chin. Później za pomocą tego terminu była podkreślana i uwydatniana różnica jakościowa pomiędzy kulturą japońską i chińską. Pisarze okresu Edo i samuraje tłumaczyli za pomocą Yamato-damashii samurajski kodeks etyczny bushidō. Nacjonaliści japońscy propagowali Yamato-damashii – dzielnego, śmiałego i niezwyciężonego ducha narodu japońskiego – jako jedną z kluczowych doktryn militarno-politycznych w okresie Shōwa.
W XIX wieku pojawiły się trzy nowe, zbliżone znaczeniowo do Yamato-damashii hasła:
- Nihon-damashii – modernizacja
- Wakon-kansai – japoński duch i chińska nauka
- Wakon-yōsai – japoński duch i zachodnia technologia

Po zwycięstwach Japonii w pierwszej wojnie chińsko- japońskiej (1894-1895) i wojnie rosyjsko-japońskiej (1904-1905), terminy te, szczególnie Wakon-yōsai i Yamato-damashii stały się hasłami propagandowymi, nawołującymi do modernizacji kraju oraz rozbudowy sił zbrojnych przed i w trakcie II wojny światowej.

## Definicja i znaczenie
Termin yamato-damashii posiada głębsze znaczenie niż tylko Duch Japonii. Hasło to wyraża treści rasistowskie i nacjonalistyczne, podkreślając wyższość Japończyków nad innymi narodami. Yamato-damashii różni się jednak od wielu haseł nacjonalistycznych, ponieważ nie znieważa wprost innych grup społecznych – jest to raczej pochlebstwo dla jednej grupy etnicznej. Manifestuje dumę narodową, rasową i etniczną. Rasistowski i nacjonalistyczny wydźwięk japońskiego Yamato-damashii jest porównywalny z niemiecką rasą panów.
Choć obecnie Yamato-damashii jest kojarzone z japońskim nacjonalizmem, powszechnie używa się tego terminu w dyskusjach na temat Japonii w aspektach socjologicznych, psychologicznych, historycznych i filozoficznych (Nihonjinron) oraz w komentarzach sportowych.